# Vägen (förintelsemonument)

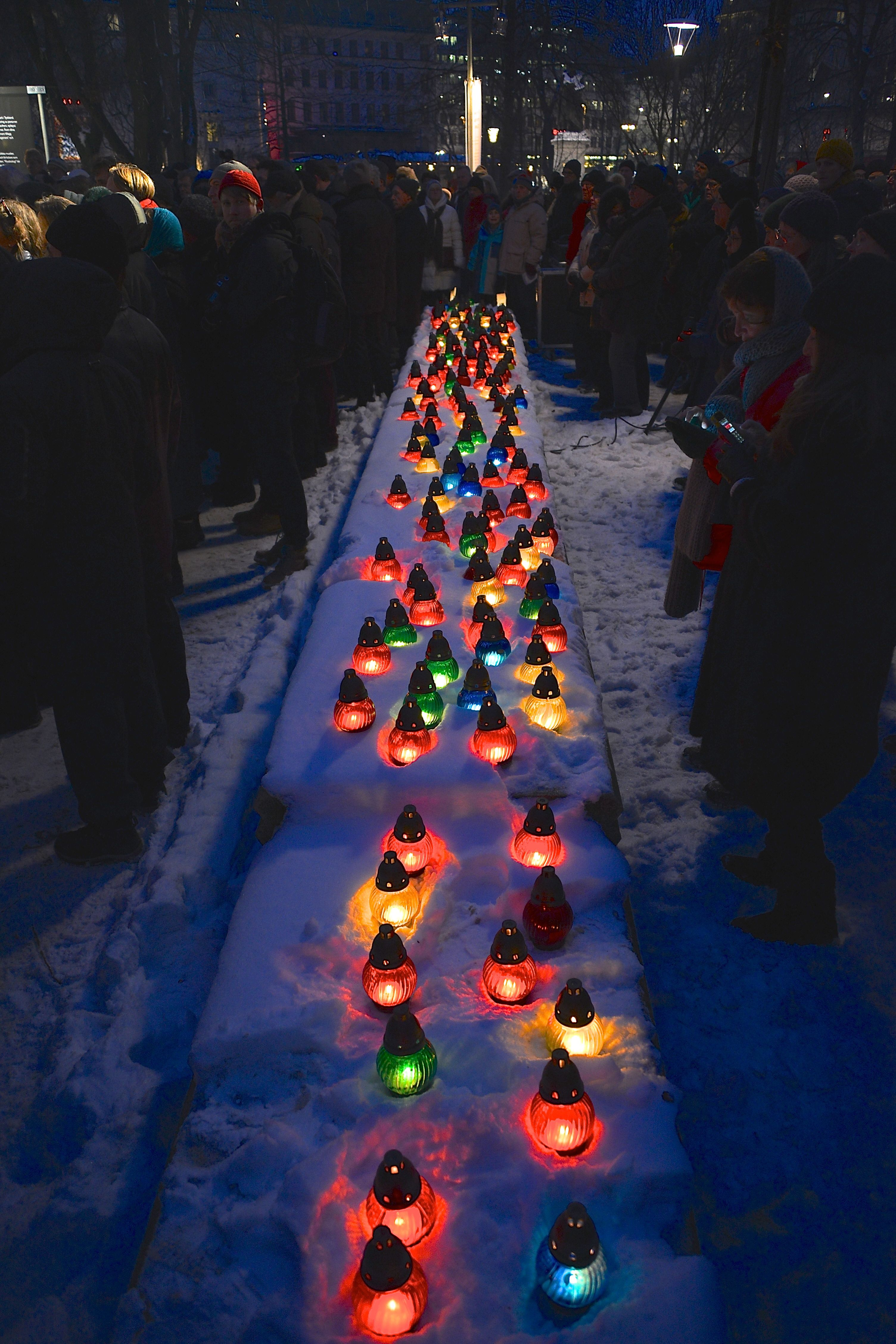
Vägen, förintelsens minnesdag.

Vägen är ett förintelsemonument på Raoul Wallenbergs torg vid Nybroplan i Stockholm. Det har utformats av arkitekten Gabriel Herdevall, som också skapade det äldre Förintelsemonumentet som finns på gården framför Stora synagogan, och arkiteketen Aleksander Wolodarski, stadsplanerare på Stockholms stad. Det invigdes 14 juni 2006.
Det består av ett stråk med lagd järnvägsräls och gatsten från Budapests getto och ett granitklot med texten "Vägen var rak när judar fördes bort att dödas. Vägen var krokig, farlig och kantad av hinder när judar försökte undfly mördarna" på 24 olika språk. Stråket med gatsten och räls går från monumentet Till Raoul Wallenberg på Raoul Wallenbergs torg, rakt mot det äldre Förintelsemonumentet. Det skär genom ena hörnet av Berzeli park, och det är mitt på stråket i öppningen till Berzeli park som det runda graniblocket är placerat. Texten på klotet är framtagen tillsammans med Per Ahlmark.